# Bene
Bene (ukrajinsky: Бене) je vesnice na pravém břehu řeky Boržavy v okrese Berehovo v Zakarpatské oblasti na Ukrajině.

## Historie
Vesnice byla založena Maďary. První písemná zmínka pochází z roku 1269, kdy je v darovací listině krále Bély IV. zapsána jako Bhene. V roce 1333 se nachází v listině papežských desátků. 
V roce 1567 byla vesnice zničena Tatary a ze čtyřiceti domů zůstalo pouze pět. V roce 1657 vypálili obec Poláci. Polský princ Lubomirski se tak pomstil knížeti Jiřímu II. Rákóczimu, který byl spojencem švédského krále Karla XI. a ukrajinského hejtmana Bohdana Chmelnického.
V roce 1593 ve vesnici proběhla reformace.

## Kostel
V druhé polovině 14. století byl postaven kostel, který pravděpodobně sloužil jako opevněný. Katolický kostel byl v rámci reformace vyzdoben freskami, které se nezachovaly. Při požáru v roce 1657 se propadla střecha a gotická klenba lodi a apsidy. Po obnově byl postaven plochý dřevěný strop. V roce 1782 kostel znovu vyhořel. Na začátku 20. století byl v havarijním stavu. V letech 1905–1906 byl opraven do původního stavu. Po požáru v roce 1940 byl zastřešen rovnou plechovou střechou. V roce 2000 byl poškozen ničivou povodní. Jeho opravu v rámci pomoci obětem povodní resaurátorské práce hradilo Maďarsko.